# Фосфоресценція

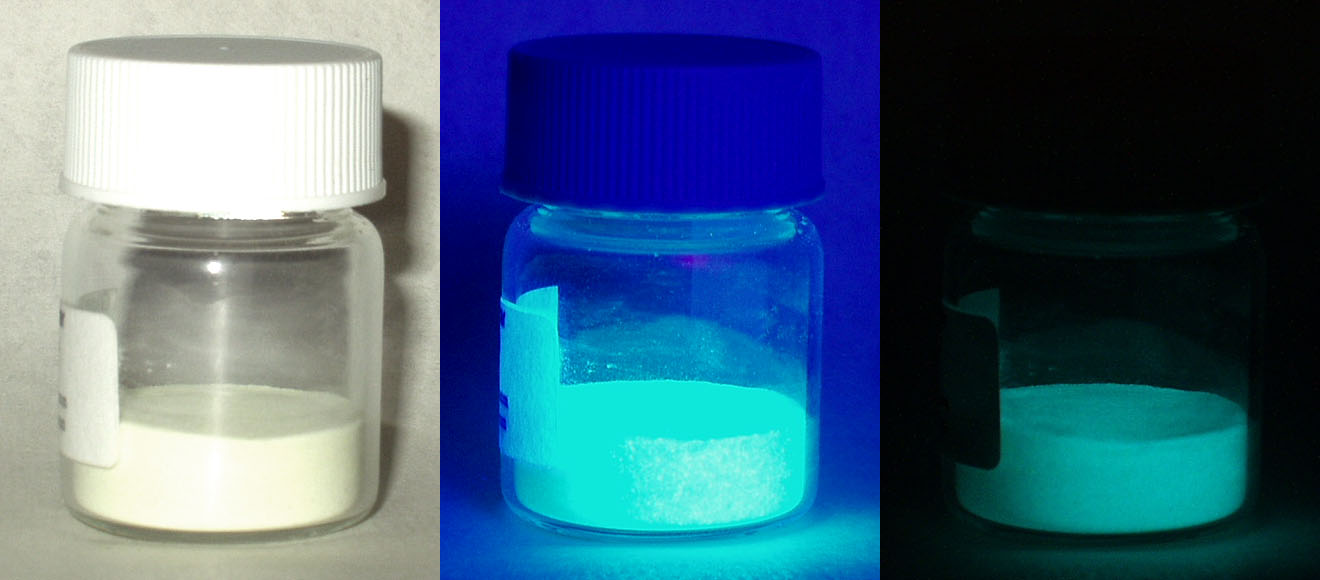
Фосфоресцентний порошок при денному світлі,ультрафіолетовому випромінюванні та повній темряві.

Фосфоресценція — довготривала (від 10-3 с до кількох годин) люмінесценція. Виникає внаслідок опромінення речовини світлом, йонізуючим промінням, проходження крізь неї електричного струму, при хімічних реакціях, механічному впливі тощо.
Фосфоресценція пояснюється рекомбінацією попередньо збуджених електронів і дірок або поверненням збуджених молекул з метастабільного стану до нормального. 
За механізмом розрізняють такі різновиди фосфоресценції: резонансну, спонтанну, вимушену та рекомбінаційну. За типом збудження розрізняють фотолюмінесценцію, рентгенолюмінесценцію, катодолюмінесценцію, хемолюмінесценцію, кріолюмінесценцію, електролюмінесценцію, триболюмінесценцію та ін.
Протилежне (короткотривала люмінесценція) — флуоресценція.

## Природа явища
Фосфоресценція пов'язана з існуванням в кристалі таких електронних станів, з яких можливі тільки заборонені оптичні переходи, що характеризуються великим часом життя. Інша можлива причина затримки випромінювання — захоплення носіїв заряду на пастки. Якщо електрони і дірки захоплюються пастками, то не можуть негайно прорекомбінувати. В такому випадку висвічування відбувається тільки тоді, коли одна із частинок звільниться з пастки за рахунок взаємодії з тепловими коливаннями кристалічної ґратки, знайде іншу частинку й прорекомбінує з нею.
Будь-якому предмету можна надати фосфоресценції, обробивши його фосфоресцентною фарбою.

## Кiнетика фосфоресценції
Зміна інтенсивності фосфоресценції I з часом t у твердій фазі за відсутності добавок відбувається за законом:
I = Io exp (– t /τТ),
де I0 — початкова інтенсивність фосфоресценції, τТ — час життя триплетного стану.